# シュテファン・クライナー
シュテファン・クライナー（Stefan Kreiner、1973年10月30日 - ）はオーストリア、フォアアールベルク州Feldkirch出身の元ノルディック複合選手。

## プロフィール
18歳のときアルベールビルオリンピック代表に抜擢され、個人18位、団体戦では銅メダルを獲得した。だが、せっかく獲ったメダルをロッカールームで落として割ってしまった。その後は目立った成績を残していない。